# Гурышев, Алексей Михайлович
Алексей Михайлович Гурышев (14 марта 1925, Москва — 16 ноября 1983, Москва) — советский хоккеист и арбитр. Заслуженный мастер спорта СССР (1954). Судья всесоюзной категории (1964).
Окончил Высшую школу тренеров при ГЦОЛИФК (1956), тренер.

## Биография
С 1941 года работал токарем на заводе «Динамо», награждён медалями «За оборону Москвы» (1942) и «За доблестный труд в Великой Отечественной войне 1941—1945 гг.» (1945). Там же на заводе начинал как спортсмен — сперва как футболист и хоккеист с мячом, позже увлёкся хоккеем с шайбой.
Отличительной манерой Гурышева на льду были «широкая стойка» и щелчок: бросал шайбу мгновенно, без всякой подготовки. Награждён орденом «Знак Почёта» (1957).
По окончании карьеры стал хоккейным судьей. Гурышев проводил матчи очень уверенно и сравнительно быстро вошёл в число десяти лучших арбитров, ему поручали судить ключевые игры чемпионата.
Гурышев, начав судить, работал тренером с командами коллективов физкультуры, тренировал подростков. Среди его воспитанников были будущие игроки сборной СССР Владимир Петров и Владимир Орлов.
После 50-летнего юбилея перестал судить хоккейные матчи. Работал в отделе снабжения столичного оборонного завода.
Скончался 16 ноября 1983 года в Москве. Похоронен на 2-м участке Ильинского кладбища (Красногорский район).

## Карьера
- 1947—1961 — «Крылья Советов» (М)
- 1963—1975 — судил матчи чемпионатов в СССР.

## Достижения
- Олимпийский чемпион 1956. На ЗОИ — 7 матчей, 7 шайб.
- Чемпион мира 1954 и 1956. Второй призёр ЧМ 1955, 1957—1959. На ЧМ — 34 матча, 28 шайб.
- Чемпион СССР 1957. Второй призёр чемпионата СССР 1955, 1956 и 1958. Третий призёр 1950, 1951, 1954, 1959, 1960. В чемпионатах СССР — около 300 матчей, 379 шайб. В течение 11 лет удерживал рекорд результативности в чемпионатах СССР, пока его не побил Вячеслав Старшинов[2].
- Обладатель Кубка СССР 1951. Финалист розыгрыша Кубка СССР 1952 и 1954.
- Победитель хоккейного турнира I зимней Спартакиады народов СССР 1962.
- 9 раз входил в десятку самых результативных хоккеистов чемпионата СССР (этот рекорд был повторен лишь тридцать лет спустя Сергеем Макаровым).
- 7 раз входил в десятку лучших судей страны.

## Награды
- Орден «Знак Почёта» (27.04.1957) — «за успехи, достигнутые в деле развития массового физкультурного движения в стране, повышения мастерства советских спортсменов, и успешное выступление на международных соревнованиях»

Снялся в художественном фильме «Хоккеисты» в роли нападающего Ивана Самсонова из тройки Дуганов — Кудрич — Самсонов команды «Ракета».